# Conus bratcherae
Espèce
Conus bratcherae est une espèce de mollusques gastéropodes marins de la famille des Conidae.
Comme toutes les espèces du genre Conus, ces escargots sont prédateurs et venimeux. Ils sont capables de « piquer » les humains et doivent donc être manipulés avec précaution, voire pas du tout.

## Taxonomie

### Publication originale
L'espèce Conus bratcherae a été décrite pour la première fois en 2019 par les malacologistes Edward James Petuch (d) et David P. Berschauer (d) dans « The Festivus »,.

### Synonymes
- Conus (Darioconus) bratcherae (Petuch & Berschauer, 2019) · appellation alternative
- Darioconus bratcherae Petuch & Berschauer, 2019 · non accepté (combinaison originale)